# Hector MacDonald
Hector Archibald MacDonald (gael. Eachann Gilleasbaig MacDhòmhnaill; ur. 4 marca 1853 koło Dingwall, zm. 25 marca 1903 w Paryżu) – brytyjski wojskowy, zasłużony żołnierz epoki wiktoriańskiej. Nazywano go także Fighting Mac (ang. Walczący Mac).
MacDonald był synem rolnika i zakończył naukę szkolną w wieku 15 lat. Dwa lata później zaciągnął się do szkockiego pułku piechoty (Gordon Highlanders), karierę zakończył w stopniu generała majora, „jeden z niewielu generałów brytyjskich, którzy stopień otrzymali za własne zasługi oraz profesjonalizm”. Dzięki wzorowo przeprowadzonej akcji w bitwie pod Omdurmanem (1898) został bohaterem narodowym Wielkiej Brytanii i Szkocji. Otrzymał tytuł szlachecki po II wojnie burskiej. Później przydzielony do służby na Cejlonie w stopniu głównodowodzącego brytyjskich sił na wyspie. Popełnił samobójstwo w 1903 roku po publicznym oskarżeniu o utrzymywanie stosunków homoseksualnych z mieszkańcami Cejlonu.

## Życiorys

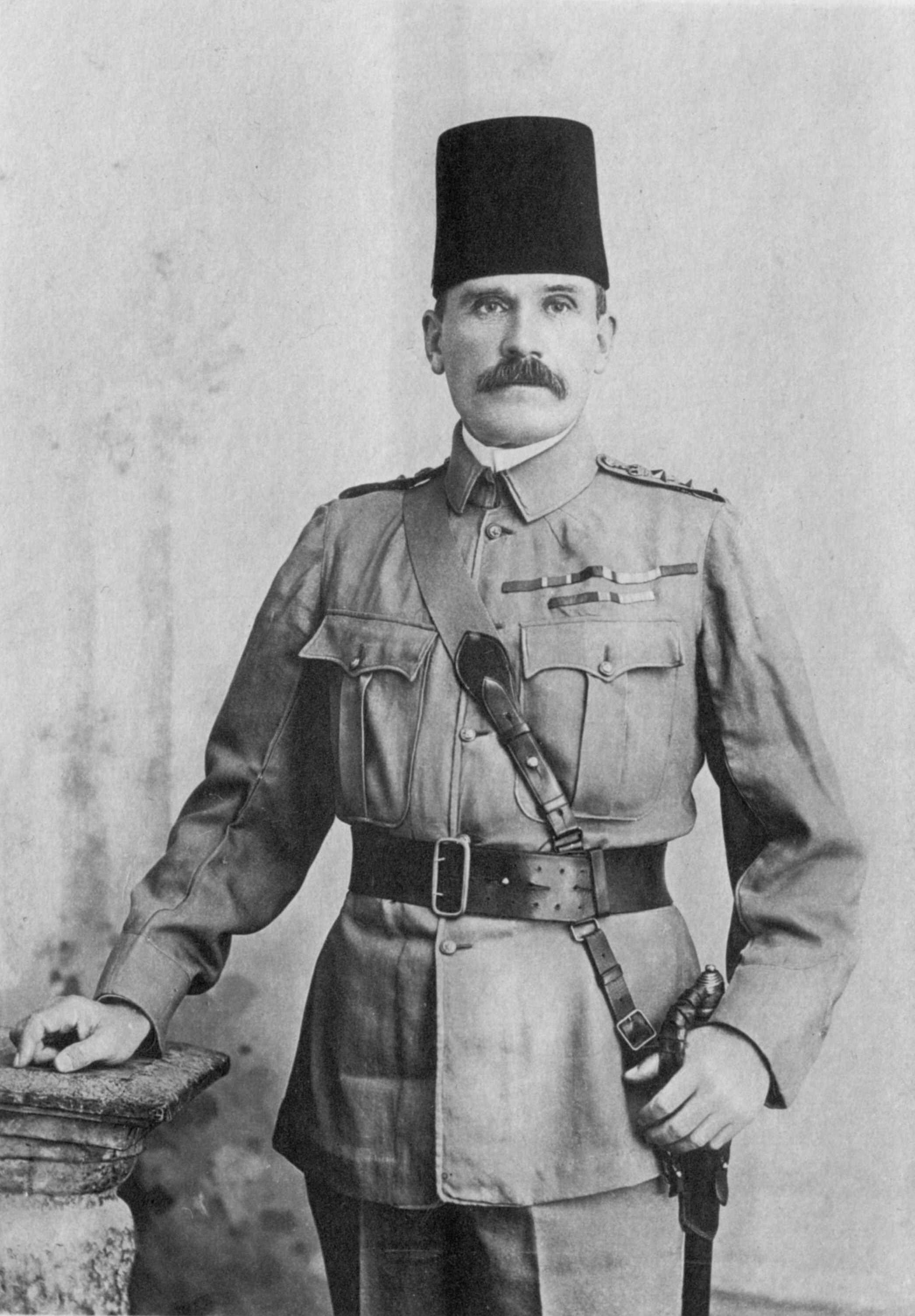
Pułkownik MacDonald podczas służby w Egipcie

### Pochodzenie
Hector MacDonald urodził się na farmie w Rootfield w pobliżu Dingwall, w hrabstwie Ross-shire w Szkocji. Jak większość mieszkańców tego regionu, świetnie władał gaelickim i w późniejszym życiu był nazywany Eachann nan Cath (ang. „Hector of the Battles”). Jego ojciec, William MacDonald był farmerem oraz kamieniarzem. Matka, Ann Boyd pochodziła z Cradlehall, niedaleko Inverness. W wieku 15 lat Hector odbywał staż w Inverness, ucząc się zawodu sukiennika w miejscowej pasmanterii.

### Kariera wojskowa
7 marca 1870 MacDonald zaciągnął się do miejscowej brygady piechoty (Inverness-shire Highland Rifle Volunteers), a rok później do 92 pułku piechoty (Gordon Highlanders) w Forcie George. Na początku swojej kariery bardzo szybko awansował. Za swoje zasługi podczas drugiej wojny brytyjsko-afgańskiej został awansowany na stopień starszego sierżanta, a także otrzymał (7 stycznia 1880) niezwykle honorową i rzadką jak na tamte czasy możliwość wyboru pomiędzy otrzymaniem Krzyża Wiktorii a otrzymaniem stopnia oficerskiego w swoim pułku. MacDonald  wybrał drugą opcję.
Podczas I wojny burskiej (1880–81) służył jako podporucznik. Został wzięty do niewoli podczas bitwy na wzgórzu Majuba. Jego odwaga tak zaskoczyła wroga, że gen. Joubert postanowił zwrócić mu jego szablę. W 1885 MacDonald służył pod dowództwem sir Evelyna Wooda podczas przegrupowania armii egipskiej. Wziął także udział w brytyjskiej ekspedycji na Nilu w tym samym roku. W 1888 otrzymał stopień kapitański w armii brytyjskiej, lecz zdecydował się kontynuować służbę w Egipcie, koncentrując się na szkoleniu oddziałów sudańskich. W 1889 roku otrzymał Distinguished Service Order (DSO) za przeprowadzoną operację podczas bitwy pod Toski, a w 1891 za kolejne zasługi w Taukarze został awansowany na majora.
Podczas powstania Mahdiego, Macdonald dowodził brygadą egipskiej armii, między innymi w tzw. wyprawie dongolskiej (1896) i znacząco zasłużył się w Abu Hammad (7 sierpnia 1897) oraz w bitwie o Atbarę (9 kwietnia 1898). Gdy w czasie bitwy pod Omdurmanem, brytyjski dowódca, lord Horatio Kitchener odsłonił swoje skrzydło na atak mahdystów, MacDonald osłonił wojska Kitchenera swoją brygadą i sprawnie manewrując, powstrzymał natarcie wroga, pozwalając pozostałym oddziałom brytyjskim na przegrupowanie. Gdy walka dobiegła końca okazało się, że średnio żołnierzom Macdonalda pozostało po dwa naboje.
Dzięki jego zasługom pod Omdurmanem nazwisko MacDonalda stało się znane w każdym brytyjskim domu, a on sam został awansowany na stopień pułkownika. Otrzymał tytuł aide-de-camp królowej Wiktorii oraz osobiste podziękowania od parlamentu, w tym nagrodę pieniężną. Stał się jedną z największych szkockich sław; 12 maja tego samego roku został ogłoszony „jednym z bohaterów Omdurmanu” i zaproszony na oficjalny obiad przez radę miasta Edynburga. Wiele osób uważało, że to MacDonald, a nie Kitchener był prawdziwym bohaterem.
W październiku 1899 MacDonald otrzymał tymczasową rangę generała brygady (brigade general) na czas dowodzenia dystryktem wojskowym w Indiach, ale z powodu wybuchu II wojny burskiej otrzymał rozkaz dowodzenia brygadą szkockiej piechoty (Highland Brigade), w składzie sił Kitchenera i jego szefa sztabu, lorda Robertsa. 18 stycznia 1900 roku przybył więc do Kapsztadu i 6 dni później objął dowództwo nad szkockim oddziałem w Modder River. Podczas swojej służby w Afryce Południowej wziął udział w bitwach pod Paardeberg i o Bloemfontein oraz oblężeniu Pretorii. Za służbę w czasie wojny został odznaczony Orderem Łaźni w stopniu komandora.
W maju 1901 powrócił do Wielkiej Brytanii, ale nie spędził tam wiele czasu. Wkrótce po powrocie wyruszył do Indii, gdzie objął dowództwo nad wojskami znajdującymi się na terenie dystryktu Belgaum, niedaleko Madrasu. W 1902 został mianowany Zwierzchnikiem Brytyjskich Sił Zbrojnych na Cejlonie. 26 marca 1902 przybył na miejsce i objął dowództwo nad przydzielonymi mu oddziałami.

### Skandal na Cejlonie
Podczas służby na wyspie, MacDonald był zirytowany zaniedbaniami i niskim morale żołnierzy brytyjskich (głównie synów plantatorów), wyznaczonych do pilnowania porządku na terenie kolonii. Przez cały okres swojego pobytu pilnował, by zachowywali się oni adekwatnie do pełnionej przez nich służby. Jego surowe podejście do dyscypliny oraz miejscowych władz sprawiło, że pewnego dnia publicznie znieważył gubernatora Cejlonu, sir Josepha Ridgewaya nakazując mu by „nie wtrącał się w nie swoje sprawy”, gdy ten zarzucił mu spędzanie większości czasu z rdzennymi mieszkańcami wyspy, zamiast z brytyjską częścią społeczności. Wkrótce potem pojawiły się plotki według których, MacDonald miał utrzymywać homoseksualne stosunki z dwójką miejscowych nastolatków. Prawdziwe zarzuty wobec generała pojawiły się jednak, gdy brytyjski plantator poinformował Ridgewaya, że nakrył generała w jednym z wagonów kolejowych z czterema miejscowymi chłopcami. Gubernator nakazał oficerowi natychmiastowy powrót do Londynu, argumentując to chęcią uniknięcia skandalu. Jakiś czas później nie zrobił jednak nic, by zapobiec ujawnieniu informacji o domniemanych homoseksualnych stosunkach generała oraz poinformował króla o publicznym znieważeniu jego imienia przez MacDonalda.

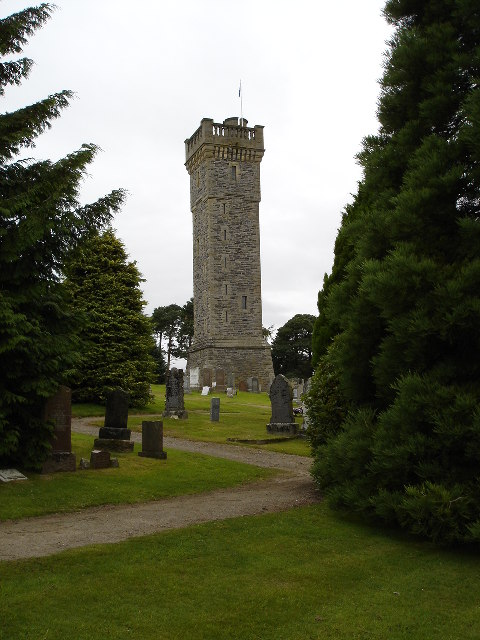
Pomnik w Dingwall

### Samobójstwo
Po powrocie do Londynu, MacDonald miał usłyszeć od króla, że „najlepszą rzeczą jaką mógłby zrobić w tej sytuacji byłoby zastrzelenie się”. Lord Roberts (po objęciu stanowiska Naczelnego Dowódcy Sił Zbrojnych) doradził MacDonaldowi powrót na Cejlon i stanięcie przed sądem wojskowym, by oczyścić swe imię. Nie ulegało wątpliwości, że czyny jakich miał dopuścić się MacDonald nie były niezgodne z prawem na Cejlonie i nie poniósłby on żadnej kary. Generał opuścił Londyn i zgodnie z zaleceniami Robertsa wyruszył w podróż. W międzyczasie, gubernator Ridgeway poinformował międzynarodową prasę jakoby „Sir Hector oczekiwał właśnie na rozprawę w sprawie poważnych zarzutów dotyczących stosunków homoseksualnych”. W momencie ujawnienia tych informacji MacDonald przebywał w Paryżu, w hotelu New Regina. Gdy podczas śniadania przeczytał w porannej gazecie (New York Herald) nagłówki dotyczące oskarżeń o homoseksualizm, wrócił do swojego pokoju hotelowego i zastrzelił się. W jego ręce znaleziono list pożegnalny, lecz treść nigdy nie została upubliczniona, bowiem zawierała wiele „zbyt osobistych treści”.

## Konsekwencje skandalu

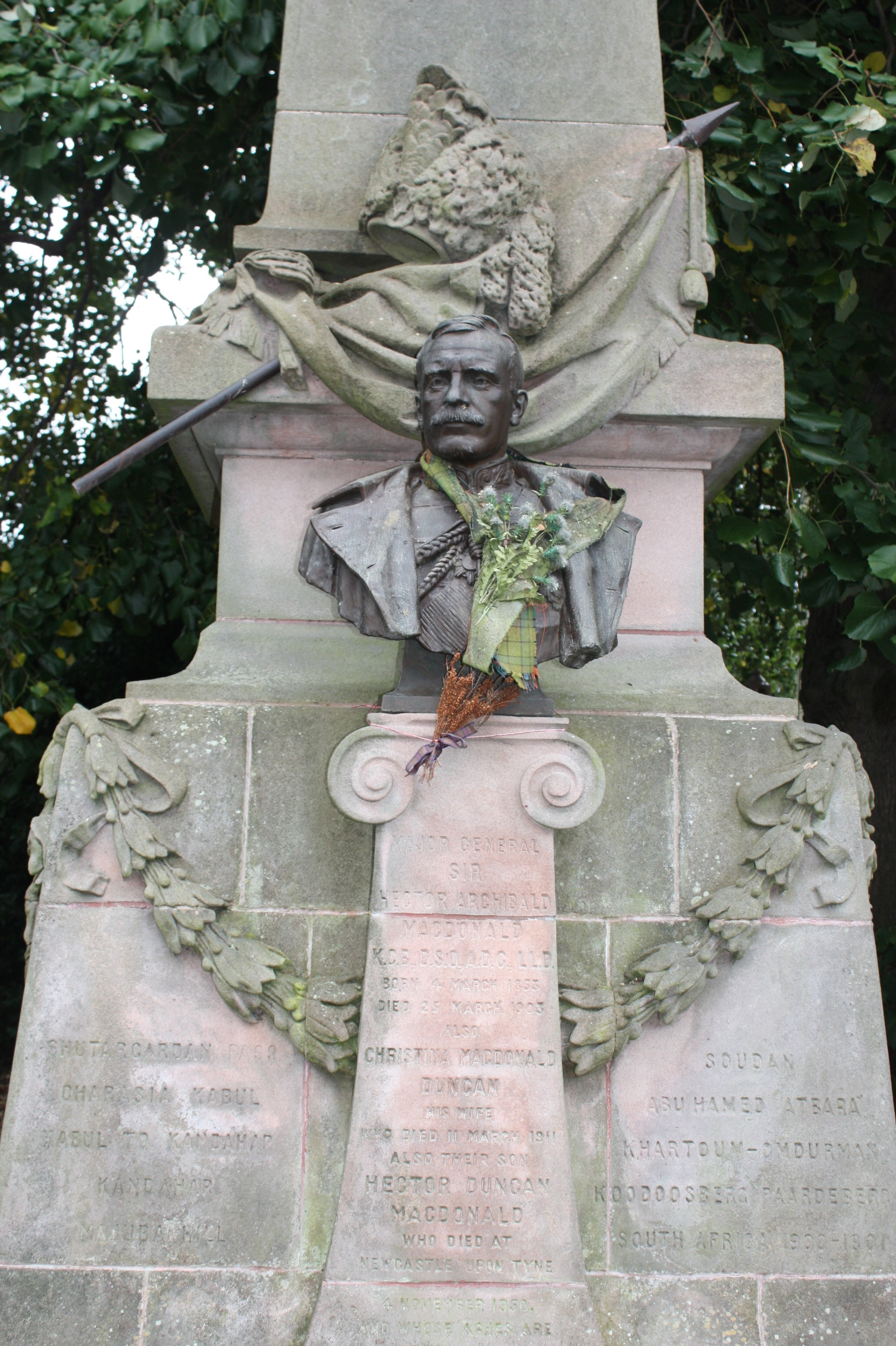
Grób MacDonalda (Dean Cemetery, Edynburg)

Samobójstwo tak słynnego oficera wywołało ogromny skandal. Na jaw wyszło, że MacDonald miał żonę oraz syna. W 1884 roku, w wieku 31 lat potajemnie ożenił się z piętnastolatką. W ciągu dziewiętnastu lat widzieli się jedynie cztery razy. Żona MacDonalda zmarła w 1919 roku. Jego syn został inżynierem i zmarł bezdzietnie w roku 1951. Sir Hector został pochowany na Dean Cemetery w Edynburgu. Na pogrzeb przybyło ponad 30 000 osób by oddać hołd bohaterowi. W kolejnych tygodniach na grób zjeżdżały się kolejne tysiące osób z całego świata, a James Scott Skinner napisał pieśń ku czci generała zatytułowaną Hector the hero. Robert W. Service napisał wiersz, który zatytułował Fighting Mac.

Akta sprawy „zostały zniszczone niemal natychmiast po samobójstwie”, a rządowa komisja wydała następujące oświadczenie:
„W odniesieniu do zarzutów postawionych sir Hectorowi MacDonaldowi, my niżej wymienieni komisarze indywidualnie i jednogłośnie przysięgamy, że po najdokładniejszym, najuważniejszym i wyczerpującym śledztwie sprawy związanej z nagłą i niespodziewaną śmiercią sir Hectora MacDonalda, jednogłośnie i nieomylnie stwierdzamy, że nie znaleźliśmy najmniejszych znamion przestępstwa lub powodów, które mogły doprowadzić do samobójstwa tak wielkiego bohatera. W odniesieniu do zarzutów wobec tak dzielnego, nieznającego strachu i niespotykanego bohatera stwierdzamy, że zarzuty zostały niechybnie postawione i wykreowane z zazdrości tak wielkich sukcesów i osiągnięcia wysokiej rangi w armii brytyjskiej. Po zebraniu dowodów z każdego istniejącego i wiarygodnego źródła nie znajdujemy jakichkolwiek, nawet najmniejszych znamion przestępstwa. Stwierdzamy niniejszym, że do śmierci sir Hectora przyczyniły się plugawe, bezpodstawne oszczerstwa. Niniejszym uniewinniamy sir Hectora MacDonalda ze wszystkich postawionych mu zarzutów. Możemy jedynie ubolewać nad tragicznymi wydarzeniami które dotknęły nas wszystkich a zwłaszcza sir Hectora, którego uznajemy niewinnym jakichkolwiek zarzucanych mu czynów.”

## Upamiętnienie i kontrowersje
„Walczący Mac” do dzisiaj pozostaje bohaterem narodowym Szkocji. W 1907 roku w Dingwall zbudowano wieżę, wysokości ponad trzydziestu metrów, ku jego pamięci. W jego rodzinnym mieście na Black Isle wzniesiono kolejny pomnik. W marcu 1911 roku, Ashburton Guardian zgłosił, że sir Hector był widziany w Mandżurii. Kolejny raport, jednego z podoficerów służących wraz z MacDonaldem w Egipcie oraz Indiach, zawierał informacje jakoby dwa lata wcześniej generał był przez niego widziany w hotelu Astor House w Szanghaju podczas śniadania. Oficer był przekonany, że osoba, która zasiadała na sali, była jego byłym dowódcą i twierdził, że historia o samobójstwie jest nieprawdziwa. Po śmierci sir Hectora pojawiło się wiele teorii spiskowych. Według jednej z nich, MacDonald miał sfingować swoje samobójstwo i udać się do Niemiec, by tam przejąć tożsamość generała Augusta von Mackensena, gdy prawdziwy Mackensen zmarł z powodu nowotworu. Podczas I wojny światowej, dowództwo armii niemieckiej postanowiło skorzystać na teoriach spiskowych i samo zaczęło rozsiewać plotki jakoby MacDonald faktycznie podszywał się po Mackensena.
Ponad 100 lat po śmierci, jego wielu współczesnych zwolenników jest przekonanych, że sir Hector padł ofiarą spisku przygotowanego przez gubernatora Cejlonu oraz miejscowych członków brytyjskiego establishmentu, motywowanych czystą zazdrością i snobizmem, a zarzuty o homoseksualizm, jak i cała sprawa są fałszywe i sfingowane. Mimo wszystko, orientacja MacDonalda pozostaje zagadką, a podejrzenia o homoseksualizm mogły powstać już przed wydarzeniami na Cejlonie. W 1900 roku, Roberts oraz Kitchener dyskutowali na temat dziwnego zachowania generała wobec jednego z jeńców wojennych pojmanego podczas II wojny burskiej. Dwa lata później Kitchener wspomniał o jego nietypowym zachowaniu w trakcie obejmowania posterunku w Indiach. Prawdopodobnie na jego ocenę w szeregach armii brytyjskiej wyraźnie wpłynęło postrzeganie go jako osoby „z zewnątrz”, jaką był syn szkockiego farmera. W tamtym okresie, jak i w czasach późniejszych, identyczne oskarżenia dotykały wielu oficerów innych armii, w tym Charlesa Gordona oraz feldmarszałków – Bernarda Law Montgomery’ego czy Claude’a Auchinlecka. Byli oni jednak chronieni dzięki lojalności swoich żołnierzy. MacDonald jako jedyny został zmuszony do stawienia się przed sądem wojskowym. Jeden z duchownych w tamtym okresie skomentował wydarzenie w następujący sposób: „Jeśli tylko byłby księciem, znaleziono by dla niego znacznie prostsze wyjście”.

## Odniesienia kulturowe
Na puszkach Camp Coffee – słynnej szkockiej kawy – pojawiła się etykieta przedstawiająca żołnierza do złudzenia przypominającego MacDonalda.
Hector MacDonald jest jedną z głównych postaci książki The Devil’s Paintbrush autorstwa Jake’a Arnotta. Arnott używa motywu spotkania Hectora z Aleisterem Crowleyem jako „trampoliny dla fikcyjnej historii, która łączy losy dwóch bohaterów i szkicuje ostatnie dni życia sir Hectora”.
Australijski bohater wojenny Hector Macdonald Laws Waller nosi imię po sir Hectorze Archibaldzie.